# ベイビーギャング
ベイビーギャングは、かつて吉本興業で活動していたお笑いコンビ。東京NSC14期生。2011年結成。
2016年4月、メンバーのうち北見が不祥事に伴い専属契約が解除され、同年8月をもって正式に解散した。

## メンバー
北見 寛明（きたみ ひろあき、1983年6月25日（42歳） - ） 
- ボケ担当（本人によると、役割は「北見」）。立ち位置は向かって右。
- 身長190cm、体重70kg。A型。
- 新潟県見附市出身。
- 中学校時代は柔道部、新潟県立見附高等学校ではバスケット部に所属。
- 前職は東京南青山で美容師をしていた[2]。
- 父親は新潟県立栃尾高等学校の教師[3]
- 男4兄弟[4]。
- 動物が好きで、2016年現在、犬2頭・ハリネズミ・フクロモモンガを飼っている[5]。
  - 以前、長岡市に在住していた時にも、ミニチュアダックスフントを飼っていた。
- 愛車はベンツGLS63[6]、以前はフォード・エクスプローラーやダッジチャレンジャー、雨上がり決死隊の宮迫から購入したベンツにも乗っていた。
- ヤンキー時代もありケンカに明け暮れていたがケンカでは負けた事がない[7]
- 2013年8月1日放送の『アメトーーク』ハンサム芸人2013では「No.1ハンサム芸人」に選ばれた[8][9]。
- 準一河本と大輔宮川のすべらない話でMVPを受賞。本戦人志松本のすべらない話に出場し、ハンサムトークを披露した[8]。
- 吉本発のアイドルユニットL.A.F.U.ではリーダーも務めていた[10]。
- 2013年6月に免許停止中の無免許運転で懲役1年6か月、執行猶予3年の判決を受け、7月に免許取消となっていた[1]。しかし北見は免許を再取得しないまま無免許で運転し2016年1月に無免許運転による道路交通法違反で逮捕された[1]。今回は執行猶予中の再犯だった[1]。北見はこの件を吉本に報告しておらず、阿曽山大噴火が北見の裁判を傍聴したことをラジオで報告したため、吉本も関知するところとなった[11]。当件により、吉本から2016年4月15日付で専属契約を解除された事も明らかになった[1]。4月28日、東京地裁は北見に対し懲役4か月の実刑判決言い渡し[12]、北見は控訴したが二審の東京高裁も一審判決を支持した。ただし、北見は控訴審の間に執行猶予期間が満了したため前の刑（懲役1年6か月）については服役を免れた[13]。
- 北見の無免許運転は自身の意思での運転ではなく誰かに運転させられていたのではないかと噂されている。
- 北見はコンビ活動時に交際していた女性からの洗脳状態にあり交際相手から仕事を制限させられ異常なまでの束縛をうけていた。
- 4か月の刑務所服役後、2017年11月19日に芸能活動を再開することをブログで報告した[14]。
- 2018年3月1日、ビートたけしからの勧誘でオフィス北野（現株式会社TAP）に所属し[15]、ビートたけし最後の弟子としてピン芸人「北見」として活動。
- 2020年に普通自動車免許証を再取得している。
- 2022年3月には、北見の吉本時代の先輩と「リッチモン」を結成することを、パーソナリティを担当するラジオ番組『HANDSOME FLYDAY』（けんと放送）で発表した[16]。

りんたろー（1986年3月6日（39歳） - ）
- 本名：中島 臨太朗（なかじま りんたろう）。
- ツッコミ担当（本人によると、役割は「フリースタイル」）。立ち位置は向かって左。
- 身長180cm、体重80kg。A型。
- 静岡県浜松市出身。
- 浜松大学卒業｡
- 老人ホームで介護のアルバイトをしているため、そこでのエピソードが多い[17]。
- ワニ、『ポケモン』のリザードン、怪獣、恐竜など爬虫類系のものに例えられ、イジられることが多い[18]。
- 大学4年までの14年間サッカーをやっていた（ポジションはGK）。また大学時代の指揮官は元日本代表の長谷川健太であった[19]。
- 相方北見に憧れていて、ファッション等を真似している。
- テレビの収録日はカラーコンタクトを着用して臨んでいたが、モデルのマギーには「もう止めなよ」と諭される[20]。
- 鼻などを美容整形したことをテレビ番組などで公言したと報道があった[21]が、りんたろーがブログで否定している[22]。
- 2016年、北見の無免許運転に関して裁判に出廷していた事が裁判で明らかになった[1]。
  - 北見の公判に情状証人として出廷しながら、その事実を吉本に報告していなかったためか吉本から謹慎処分を下されている[21]。
- 2016年8月13日に活動再開と今後の改名が報じられ[23]、8月19日にりんたろーがツイッターにて謝罪と活動再開を報告した[24]。
  - 解散後はりんたろー。と改名し、M-1グランプリ2017には兼近大樹（ぷりずん。）とのコンビ「SCANDAL」で出場。同年12月より「EXIT」の名前で正式なコンビとなる。

## 略歴・エピソード
コンビ名は、とにかくチャラい名前にしようということで挙げられたいくつかの候補から最終的にダーツで決めた。NSC卒業後、お互い違うコンビで活動していた二人だったが、北見の解散を聞きつけたりんたろーが熱烈な接待をして北見を説得しコンビを結成。結成直後はチャラい自慢をブリッジでつなぐリズムネタをしており、そのネタができた際二人は完全に売れたと思い祝杯をあげた。
2016年4月15日付けで北見が無免許運転で逮捕、執行猶予中の再犯であることが発覚し吉本から専属契約を解除された。相方のりんたろーも謹慎処分を下され、事実上の活動休止となった後、同年8月にりんたろーの復帰と共に正式に解散を発表した。

## 出演

### バラエティ
- さんまのまんま（関西テレビ、新春スペシャル）
- ナカイの窓（日本テレビ） - 北見のみ
- 準一河本と大輔宮川のすべらない話（フジテレビ） - 北見のみ
- 人志松本のすべらない話（フジテレビ） - 北見のみ
- ロケットライブ（フジテレビ、2012年11月28日・2013年2月27日）
- ジェネレーション天国（フジテレビ）
- バチバチエレキテる（フジテレビ、2013年7月2日 -　9月17日）
- アメトーーク!（テレビ朝日、2013年8月1日） - 北見のみ
- おはスタ（テレビ東京、2013年12月24日 / 2015年1月23・2月13日）
- battle for money 戦闘中（フジテレビ、2014年1月12日） - 北見のみ
- ものまねグランプリ（日本テレビ、2014年12月16日） - 北見のみ
- カルチュラサークル（フジテレビ、2015年1月17日） - 北見のみ
- EXILEカジノJP（フジテレビ、2015年2月11日・3月18日・4月16日,23日・7月30日） - 北見のみ
- 時間がある人しか出れないTV（TBS、2015年3月16日）
- センニュウ★感（テレビ東京、2015年4月12日・7月19日・10月25日 / 2016年1月10日）
- 有田チルドレン（TBS、2015年5月19日）
- トコトン掘り下げ隊!生き物にサンキュー!!（TBS、2015年7月28日・8月27日）
- 平畠蹴球団（テレビ静岡、2015年10月 -　12月） - りんたろーのみ
- スマイルスタジアムNST（新潟総合テレビ、2016年1月16日・2月13日） - 北見のみ
- ラストキス〜最後にキスするデート（TBS、2016年2月16日）
- お願い!ランキング（テレビ朝日、2016年3月7日） - 北見のみ
- 解決!ナイナイアンサー（日本テレビ、2016年3月8日） - 北見のみ
- 街録ch〜あなたの人生、教えて下さい〜（YouTube番組、2021年） - 北見のみ

## ライブ・演劇
- 「Crazy party」（ヨシモト∞ホール、2013年7月21日）
- 「KITAMI×NAKAJIMA」（ヨシモト∞ホール、2014年8月19日）
- 「KITAMIxNAKAJIMA ～復活～」（ヨシモト∞ホール、2014年9月28日）
- 彩JrLIVE／彩～irodori～East Live
- 吉本新喜劇（今田耕司班）

## 書籍
- ベイビーギャング北見のハンサム・トーク（2016年3月11日、竹書房） - 「北見寛明」名義 [25]